# Felipe Conceição
Felipe de Oliveira Conceição (Nova Friburgo, Río de Janeiro, 9 de julio de 1979), conocido como Felipe Conceição,  es un exfutbolista y entrenador brasileño.
Como futbolista se desempeñó de delantero.

## Trayectoria
Formado en las inferiores del Botafogo, Felipe Tigrão o solo Tigrão como fue conocido en su época de futbolista, fue promovido al primer equipo del club en 1998. Las lesiones marcaron el inicio de su carrera, y en 2002 fue transferido al Juventude.
Tras un paso por el fútbol de Bélgica, en 2004 Tigrão regresó a Brasil y fichó por el América Mineiro. Los siguientes años jugó por el Cabofriense, el Portuguesa-RJ y el Tupi, para en 2007 fichar por el Vitória Sport Clube de Portugal.
No consiguió la titularidad en Portugal, y fue enviado a préstamo en la temporada 2008-09 a los clubes españoles del Pontevedra CF y el CD Atlético Baleares, ambos de la Segunda División B.
Tigrão fichó por el Paulista en 2010 al término de su contrato con el Vitória. Sus últimos clubes fueron el Liaoning Whowin y el Cabofriense. Se retiró en 2011 a los 32 años.

### Como entrenador
Comenzó su carrera como entrenador luego de su retiro, como director técnico del São Gonçalo Futebol Clube del Campeonato Carioca Série C.
Conceição regresó a su club de inferiores el Botafogo en 2016 como entrenador asistente, y el 23 de diciembre de 2017 fue nombrado primer entrenador en reemplazo de Jair Ventura quien fichó por el Santos.
El 10 de febrero de 2018 fue despedido del Bota. El 28 de marzo fue nombrado nuevo entrenador del Macaé, pero dejó el club el 26 de junio para ser el entrenador asistente del América Mineiro bajo la dirección de Ricardo Drubscky.
El 15 de julio de 2019 fue nombrado primer entrenador del América. El 22 de octubre renovó su contrato con el club, sin embargo dejó el equipo en enero de 2020 tras aceptar una oferta del Red Bull Bragantino como primer entrenador por dos años.

## Clubes

### Como futbolista
| Club                        | País     | Año       |
| --------------------------- | -------- | --------- |
| Botafogo                    | Brasil   | 1998-2004 |
| Juventude (Cedido)          | Brasil   | 2002-2003 |
| Tombense (Cedido)           | Brasil   | 2003      |
| Germinal Beerschot (Cedido) | Bélgica  | 2003      |
| América Mineiro             | Brasil   | 2004-2005 |
| Cabofriense                 | Brasil   | 2005-2006 |
| Portuguesa da Ilha          | Brasil   | 2006-2007 |
| Tupi                        | Brasil   | 2007      |
| Vitória Guimarães           | Portugal | 2007-2009 |
| Pontevedra (Cedido)         | España   | 2008-2009 |
| Atlético Baleares (Cedido)  | España   | 2009      |
| Paulista                    | Brasil   | 2010      |
| Liaoning Whowin             | China    | 2010      |
| Cabofriense                 | Brasil   | 2011      |

### Como entrenador
| Club                | País   | Año         | PJ  | PG | PE | PP | Rendimiento |
| ------------------- | ------ | ----------- | --- | -- | -- | -- | ----------- |
| São Gonçalo FC      | Brasil | 2012        | ?   | ?  | ?  | ?  | ?           |
| São Gonçalo EC      | Brasil | 2013        | ?   | ?  | ?  | ?  | ?           |
| Gonçalense          | Brasil | 2016        | 7   | 1  | 1  | 5  | 19.05%      |
| Botafogo            | Brasil | 2018        | 7   | 2  | 3  | 2  | 42.86%      |
| Macaé               | Brasil | 2018        | 8   | 3  | 2  | 3  | 45.83%      |
| América Mineiro     | Brasil | 2019 - 2020 | 31  | 17 | 9  | 5  | 64.52%      |
| Red Bull Bragantino | Brasil | 2020        | 18  | 9  | 3  | 6  | 55.56%      |
| Guarani             | Brasil | 2020 - 2021 | 23  | 10 | 4  | 9  | 49.28%      |
| Cruzeiro            | Brasil | 2021        | 18  | 8  | 3  | 7  | 50%         |
| Remo                | Brasil | 2021        | 27  | 11 | 4  | 12 | 45.68%      |
| Chapecoense         | Brasil | 2022        | 6   | 3  | 0  | 3  | 50%         |
| Náutico             | Brasil | 2022        | 13  | 4  | 4  | 5  | 41.03%      |
| Total               | Total  | Total       | 158 | 68 | 33 | 57 | 50%         |

## Palmarés

### Como entrenador

#### Títulos estatales
| Título                     | Club           | Estado         | Año  |
| -------------------------- | -------------- | -------------- | ---- |
| Campeonato Carioca Série C | São Gonçalo EC | Río de Janeiro | 2013 |